# Torneio Finalización 2017 (Colômbia)
O Torneio Finalización 2017 ou Liga Águila 2017 - II é a 86ª edição da Categoría Primera A, sendo o segundo torneio da temporada 2017. As vinte equipes se enfrentaram em sistema de todos contra todos apenas uma vez. Além disso, uma rodada de clássicos será acrescentada para que haja 20 rodadas disputadas. Ao fim dessas rodadas, as oito melhores equipes avançarão às quartas-de-final, fase a partir da qual os clubes se enfrentarão em jogos de ida e volta. O campeão garantirá uma vaga na fase de grupos da Copa Libertadores da América de 2018. As outras vagas para essa competição, assim como as vagas para a Copa Sul-Americana de 2018, serão definidas por meio da soma das tabelas do Torneio Apertura e do Torneio Finalización de 2017.

## Equipes participantes
Como acontece desde 2002, o Campeonato Colombiano tem um ou dois campeões por ano, pois os Torneios Apertura e Finalización são independentes entre si, não havendo disputa de final entre os campeões dos dois torneios. As equipes participantes do Torneio Finalización 2017 são as mesmas do Torneio Apertura 2017.
| Equipe                 | Cidade          | Região           | No ano anterior  | Estádio                                | Capacidade | Títulos                                                                                           | Participações |
| ---------------------- | --------------- | ---------------- | ---------------- | -------------------------------------- | ---------- | ------------------------------------------------------------------------------------------------- | ------------- |
| Atlético Nacional      | Medellín        | Antioquia        | Campeão          | Estádio Atanasio Girardot              | 40.933     | 16 (último em [[Torneio Apertura 2017 (Colômbia)\|2017 - Apertura])                               | 86            |
| Millionários           | Bogotá          | Distrito Capital | Semifinais       | Estádio El Campín                      | 62.000     | 14 (último em 2012 - Finalización)                                                                | 86            |
| Independiente Santa Fe | Bogotá          | Distrito Capital | Primeira Fase    | Estádio El Campín                      | 62.000     | 8 (1948, 1958, 1960, 1966, 1971, 1975, 2012 - Apertura, 2014 - Finalización, 2016 - Finalización) | 86            |
| Deportivo Cali         | Cali            | Valle del Cauca  | Vice Campeão     | Estádio Deportivo Cali                 | 50.000     | 8 (1965, 1967, 1969, 1970, 1974, 1995-96, 1998, 2005 - Finalización, 2015 - Apertura)             | 83            |
| Once Caldas            | Manizales       | Caldas           | Primeira Fase    | Estádio Palogrande                     | 20.000     | 3 (2003 - Apertura, 2009 - Apertura, 2010 - Finalización)                                         | 72            |
| Junior                 | Barranquilla    | Atlántico        | Primeira Fase    | Estádio Metropolitano Roberto Meléndez | 46.692     | 7 (1977, 1980, 1993, 1995, 2004 - Finalización, 2010 - Apertura, 2011 - Finalización)             | 73            |
| Independiente          | Medellín        | Antioquia        | Quartas de Final | Estádio Atanasio Girardot              | 40.933     | 5 (1955, 1957, 2002 - Finalización, 2004 - Apertura, Finalización - 2009, 2016 - Apertura)        | 82            |
| Tolima                 | Ibagué          | Tolima           | Primeira Fase    | Estádio Manuel Murillo Toro            | 31.000     | 1 (2003 - Finalización)                                                                           | 82            |
| Atlético Huila         | Neiva           | Huila            | Primeira Fase    | Estádio Guillermo Plazas Alcid         | 27.000     | 0 (não possui)                                                                                    | 40            |
| La Equidad             | Bogotá          | Distrito Capital | Primeira Fase    | Estádio Metropolitano de Techo         | 15.000     | 0 (não possui)                                                                                    | 22            |
| Envigado               | Envigado        | Antioquia        | Primeira Fase    | Estádio Polideportivo Sur              | 12.000     | 0 (não possui)                                                                                    | 40            |
| Rionegro Águilas       | Rionegro        | Antioquia        | Primeira Fase    | Estádio Alberto Grisales               | 12.000     | 0 (não possui)                                                                                    | 14            |
| Deportivo Pasto        | Pasto           | Nariño           | Quartas de Final | Estádio Departamental Libertad         | 20.700     | 1 (2006 - Apertura)                                                                               | 31            |
| Patriotas              | Tunja           | Boyacá           | Primeira Fase    | Estádio La Independencia               | 21.000     | 0 (não possui)                                                                                    | 12            |
| Alianza Petrolera      | Barrancabermeja | Santander        | Primeira Fase    | Estádio Daniel Villa Zapata            | 8.000      | 0 (não possui)                                                                                    | 10            |
| Cortuluá               | Tuluá           | Valle del Cauca  | Primeira Fase    | Estádio Doce de Octubre                | 16.000     | 0 (não possui)                                                                                    | 21            |
| Jaguares               | Montería        | Córdoba          | Quartas de Final | Estádio Jaraguay                       | 10.000     | 0 (não possui)                                                                                    | 6             |
| Atlético Bucaramanga   | Bucaramanga     | Santander        | Quartas de Final | Estádio Alfonso López                  | 25.000     | 0 (não possui)                                                                                    | 66            |
| Tigres                 | Soacha          | Cundinamarca     | Primeira Fase    | Estádio Metropolitano de Techo         | 15.000     | 0 (não possui)                                                                                    | 2             |
| América                | Cali            | Valle del Cauca  | Semifinais       | Estádio Olímpico Pascual Guerrero      | 45.000     | 13 ( último em 2002 - Apertura)                                                                   | 75            |

## Classificação
- Atualizado em 9 de julho de 2017[4]

| Pos | Equipe                 | PG | J  | V  | E | D  | GP | GC | SG  | Classificação    |
| --- | ---------------------- | -- | -- | -- | - | -- | -- | -- | --- | ---------------- |
| 1   | Junior de Barranquilla | 39 | 20 | 12 | 3 | 5  | 32 | 15 | +17 | Quartas-de-final |
| 2   | Santa Fe               | 39 | 20 | 11 | 6 | 3  | 21 | 10 | +11 | Quartas-de-final |
| 3   | Atlético Nacional      | 38 | 20 | 12 | 2 | 6  | 25 | 12 | +13 | Quartas-de-final |
| 4   | Millonarios            | 36 | 20 | 10 | 6 | 4  | 26 | 14 | +12 | Quartas-de-final |
| 5   | Deportes Tolima        | 33 | 20 | 9  | 6 | 5  | 25 | 20 | +5  | Quartas-de-final |
| 6   | América de Cali        | 31 | 20 | 8  | 7 | 5  | 19 | 15 | +4  | Quartas-de-final |
| 7   | La Equidad             | 30 | 20 | 7  | 9 | 4  | 25 | 18 | +7  | Quartas-de-final |
| 8   | Jaguares               | 28 | 20 | 7  | 7 | 6  | 25 | 21 | +4  | Quartas-de-final |
| 9   | Independiente Medellín | 27 | 20 | 7  | 6 | 7  | 23 | 20 | +3  |                  |
| 10  | Atlético Huila         | 27 | 20 | 7  | 6 | 7  | 21 | 23 | -2  |                  |
| 11  | Envigado               | 26 | 20 | 7  | 5 | 8  | 19 | 23 | -4  |                  |
| 12  | Tigres                 | 26 | 20 | 7  | 5 | 8  | 13 | 19 | -6  |                  |
| 13  | Cortuluá               | 24 | 20 | 7  | 3 | 10 | 17 | 28 | -11 |                  |
| 14  | Deportivo Cali         | 23 | 20 | 6  | 5 | 9  | 25 | 37 | -12 |                  |
| 15  | Deportivo Pasto        | 21 | 20 | 6  | 3 | 11 | 25 | 29 | -4  |                  |
| 16  | Patriotas              | 21 | 20 | 4  | 9 | 7  | 19 | 25 | -6  |                  |
| 17  | Once Caldas            | 21 | 20 | 5  | 6 | 9  | 16 | 24 | -8  |                  |
| 18  | Alianza Petrolera      | 19 | 20 | 5  | 4 | 11 | 16 | 28 | -12 |                  |
| 19  | Atlético Bucaramanga   | 18 | 20 | 4  | 6 | 10 | 18 | 24 | -6  |                  |
| 20  | Águilas Doradas        | 18 | 20 | 4  | 6 | 10 | 16 | 26 | -10 |                  |

## Campeão
| Campeão Colombiano Finalización 2017       |
| ------------------------------------------ |
| Millionários (Bogotá) (15º título) Campeão |